# Caso Galinsoga
Se conoce como caso Galinsoga a una serie de acontecimientos que tuvieron lugar en Cataluña a partir del mes de julio de 1959, provocados por el director del periódico La Vanguardia Española, Luis de Galinsoga. El periodista cartagenero, que había dirigido el ABC de Sevilla durante la Guerra civil española, y fue nombrado por el gobierno franquista director de La Vanguardia en mayo de 1939, aunque la propiedad del periódico había sido devuelta a sus legítimos propietarios, la familia Godó. Hasta bien entrada la década de 1960, el gobierno de la dictadura nombraba al director de cada periódico español. El "caso Galinsoga" tuvo lugar en un periodo en el que el gobierno de la dictadura trataba de congraciarse con la sociedad catalana.

## Sucesos
Galinsoga, después de asistir a una misa en la iglesia de San Ildefonso de Barcelona el 21 de junio de 1959, protestó en la sacristía de la iglesia por el hecho de que la homilía se hubiese pronunciado en catalán (el resto de la misa era en latín). Aunque le fue explicado que en el resto de misas la homilía se impartía en castellano, y que tenían la autorización para utilizar el catalán, Galinsoga profirió estentóreamente la frase "Todos los catalanes son una mierda", que al hacerse pública causó una honda irritación en la sociedad catalana. Un grupo de jóvenes católicos, "Cristians Catalans", liderados por Jordi Pujol, organizó junto a otros grupos de similar ideología una campaña contra La Vanguardia. Algunos de los actos realizados durante la campaña consistieron en romper ejemplares del periódico en la calle, enviar cartas a los anunciantes o repartir folletos. 
Ninguno de los partidos políticos, por entonces en la clandestinidad, se unió a la campaña aunque sí lo hicieron a título particular algunos de sus militantes. En 1960, intentando poner fin a las protestas, Galinsoga escribió un artículo en el que negaba que hubiera pronunciado esa frase y en el que se definía como "amigo de Cambó". La respuesta popular no fue la esperada por Galinsoga y se intensificaron las protestas. Las protestas provocaron que el periódico perdiera cerca de 20.000 suscriptores y que redujera su tirada en 30.000 ejemplares. Ante la situación creada, el conde de Godó pidió al gobierno que tomase alguna medida. Finalmente, el 5 de febrero de 1960, el Consejo de Ministros destituyó a Galinsoga, que fue sustituido en la dirección de La Vanguardia por Manuel Aznar.
Esta victoria popular fortaleció la oposición catalana al franquismo y llevó a actos como los sucesos del Palau de la Música. Jordi Pujol fue detenido en mayo de 1960, poco después de los sucesos del Palau, juzgado y condenado a siete años de prisión, no tanto por dichos sucesos sino por su dirección de la campaña contra Galinsoga.